# Benedetto Alfieri

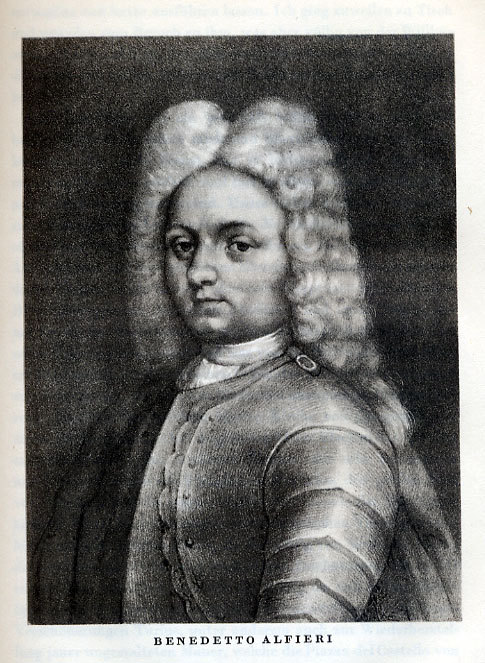
Conde B. Alfieri

Benedetto  Innocenzo Gaspare Giuseppe Alfieri, Conde Benedetto Alfieri (Roma, 1680 – Turim, 6 de Dezembro de 1767) foi um arquitecto italiano que ficou célebre por ter realizado muitos edifícios barrocos no Piemonte. Era tio do poeta Vittorio Alfieri.

## Algumas obras de Alfieri
Entre as obras desenhadas ou remodeladas por Alfieri, encontram-se alguns palácios barrocos piemonteses, entre os quais se destacam:
- Palazzo Alfieri - um palácio de Asti remodelado pelo arquitecto a partir de 1736.
- Palazzo Barolo - um palácio de Turim renovado em estilo rococó por ordem dos Falletti di Barolo.
- Palazzo Gazzelli - um palácio de Asti remodelado por encomenda da família Cotti di Ceres e Scurzolengo a partir de 1726.
- Palazzo Ottolenghi - um palácio de Asti remodelado por encomenda do Conde Giuseppe Antonio Gabutti a partir de 1754.
- Castello di Govone - um palácio de Govone, mais tarde Residência da Casa de Saboia, ampliado com base nos projectos de Guarino Guarini.